# نورمن (مجموعه تلویزیونی)
نورمن (انگلیسی: Norman) یک نمایش تلویزیونی کمدی بریتانیایی بود که در سال ۱۹۷۰ منتشر شد. تمامی قسمت‌های این مجموعه امروزه گمشده محسوب می‌شوند. از بازیگران این سریال می‌توان به نورمن ویزدوم، سالی بیزلی و دیوید لاج اشاره کرد.